# Pterostichini
Pterostichini ist eine Tribus aus der Unterfamilie Harpalinae der Laufkäfer (Carabidae).

## Merkmale
Das vorletzte Glied der Lippentaster besitzt nur zwei Borsten auf der Innenseite. Am Kopf sind zwei Supraorbitalborsten vorhanden. In der Randfurche des Oberkiefers befindet sich keine Borste. Die Endglieder der Kiefertaster sind zentral eingefügt. Meist sind die Fühler vom 4., seltener schon vom 3. Glied an pubeszent. Die ersten drei Glieder der Vordertarsen der Männchen sind verbreitert. Bei der Hinterbrust trennt eine Naht Episternen und Epimeren.

## Systematik und Verbreitung
Die Tribus ist weltweit mit zahlreichen Gattungen und Arten verbreitet. In Mitteleuropa kommen 14 Gattungen vor:
- Abax
- Agonum
- Antisphodrus
- Calathus
- Dolichus
- Molops
- Olistophus
- Platyderus
- Platynus
- Poecilus
- Pristonychus
- Pterostichus
- Sphodrus
- Stomis
- Synuchus

## Belege
- Heinz Freude, Karl Wilhelm Harde, Gustav Adolf Lohse: Die Käfer Mitteleuropas. Band 2: Adephaga 1, Goecke & Evers Verlag, Krefeld 1976, ISBN 3-87263-025-3.